# Moderne vijfkamp op de Olympische Zomerspelen 2020

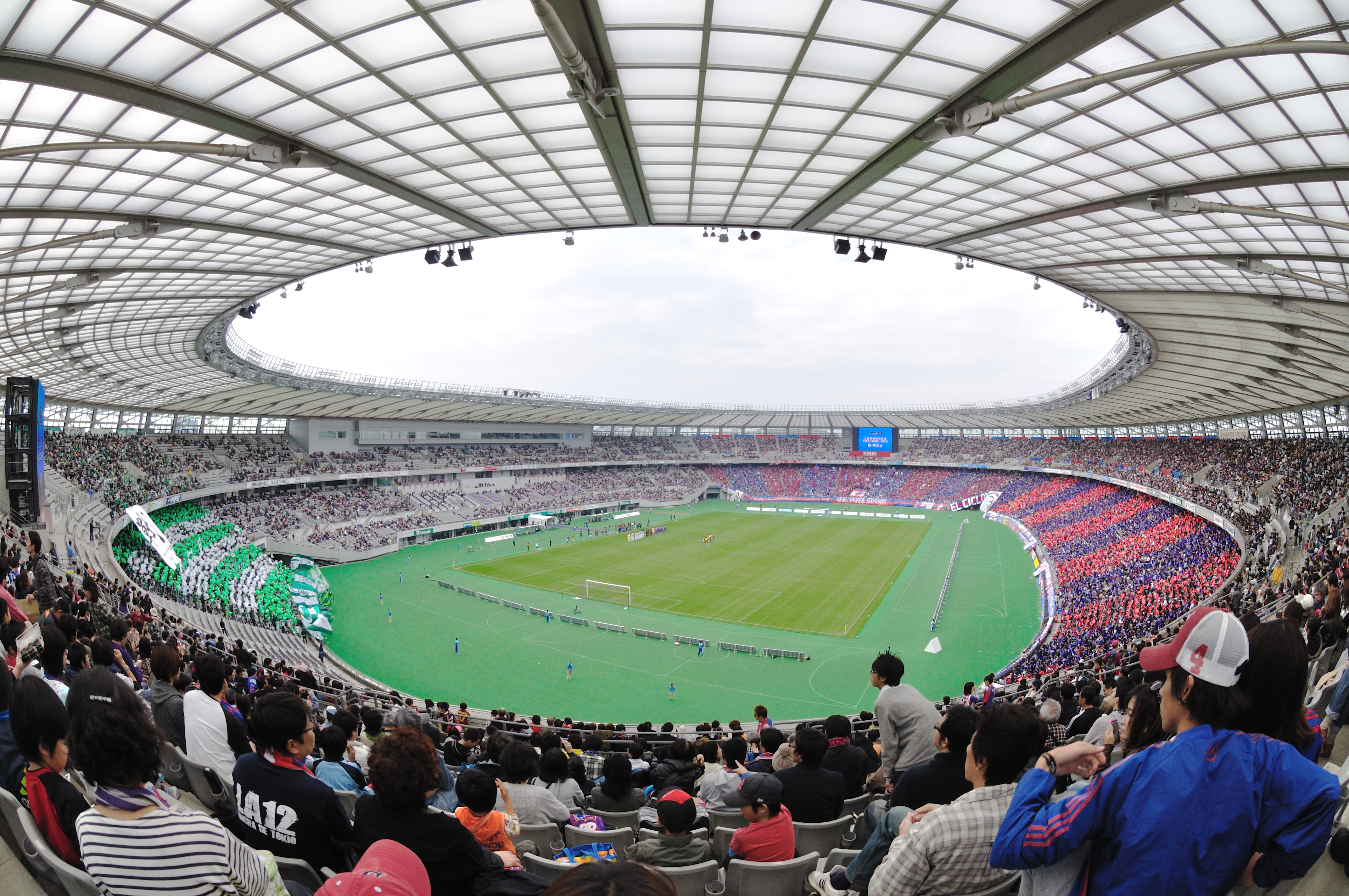
het Ajinomotostadion

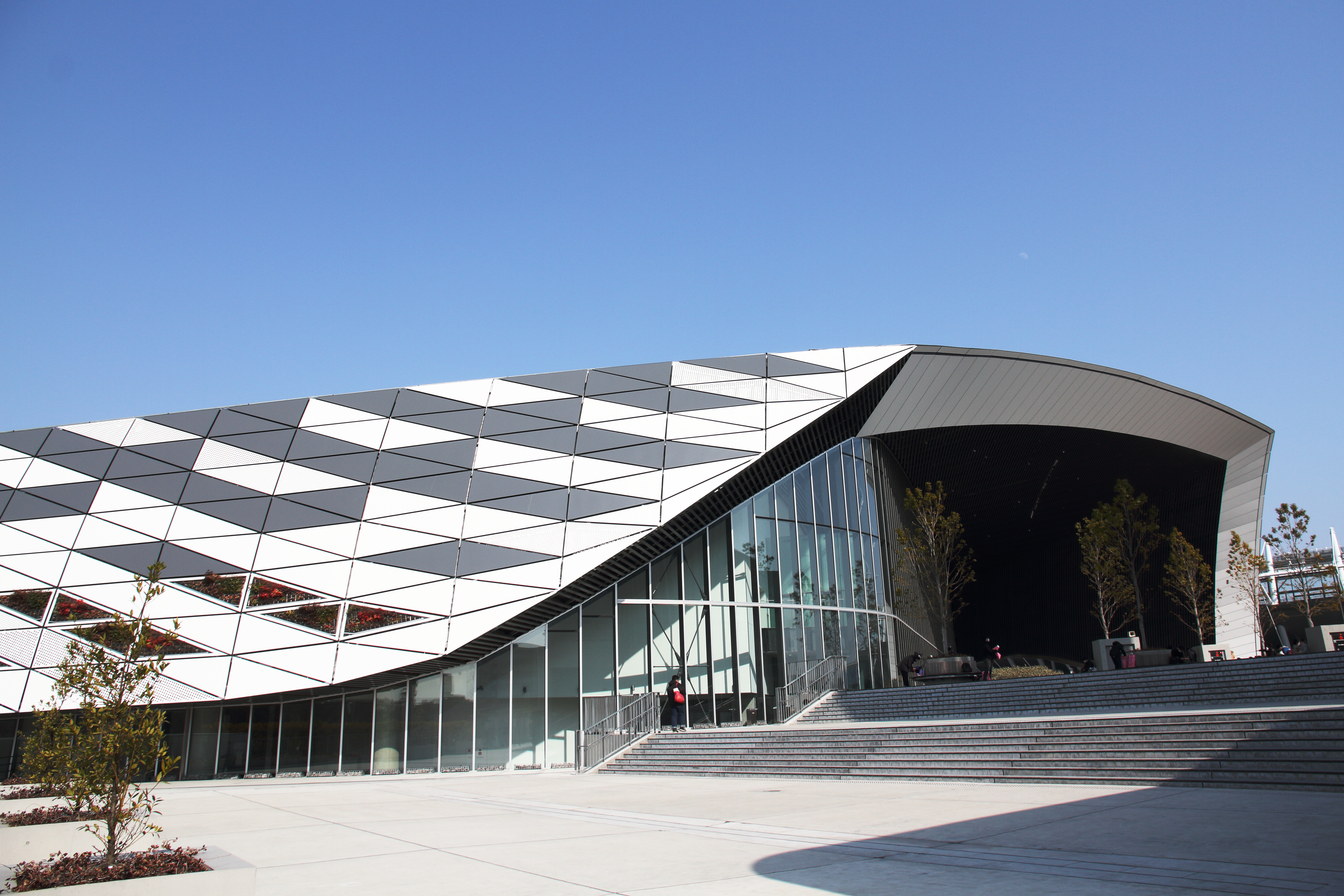
Musashino Forest Sports Plaza

De moderne vijfkamp was een van de sporten die werd beoefend tijdens de Olympische Zomerspelen 2020 in Tokio. Het deelnemersveld bestond in totaal uit 72 atleten en aan zowel het mannen- als vrouwentoernooi deden 36 deelnemers mee. Van de vijf onderdelen werden er vier gehouden in het Ajinomotostadion (zwemmen, paardrijden en de combinatie hardlopen-schieten) en een in het naastgelegen Musashino Forest Sports Plaza (schermen), beide in de stad Chofu.

## Kwalificatie
Bij zowel de mannen als de vrouwen waren er in totaal 36 quotaplaatsen te behalen, waarbij elk Nationaal Olympisch Comité (NOC) maximaal twee atleten per evenement mocht afvaardigen. Een quotaplaats werd toegekend op naam van de atleet. De kwalificatie voor mannen en vrouwen was gelijk. Gastland Japan was verzekerd van een quotaplaats aan beide evenementen en per toernooi waren er 33 plaatsen open voor kwalificatie. Daarnaast kende de olympische tripartitecommissie per geslacht twee quotaplaatsen toe.
De winnaars van de World Cup Final in 2019 in Tokio kwalificerden zich als eerste voor de Spelen. Twintig quotaplaatsen per geslacht waren vervolgens te verdienen bij de continentale kampioenschappen met maximaal een gekwalificeerde atleet per NOC. Bij de Afrikaanse en Oceanische kampioenschappen kwalificeerde zich een atleet. Bij de Aziatische en Europese kampioenschappen waren respectievelijk vijf en acht plaatsen te behalen. De Pan-Amerikaanse Spelen fungeerden als het Amerikaanse kwalificatietoernooi waarbij vijf plaatsen per geslacht te verdienen waren; de beste twee atleten uit zowel Noord- als Zuid-Amerika plaatsen zich, alsook de resterende hoogst geëindigde atleet onafhankelijk van het continent. Bij de wereldkampioenschappen van 2019 en 2020 waren daarnaast per toernooi drie plaatsen te verdienen per geslacht. De zes resterende plaatsen werden vergeven aan de hoogst geklasseerde atleten op de olympische ranglijst die zich nog niet geplaatst hadden.

### Mannen
| Toernooi                                   | Datum                 | Locatie   | Plaatsen | Gekwalificeerd |
| ------------------------------------------ | --------------------- | --------- | -------- | --- |
| Gastland                                   | –                     | –         | 1        | nnb. |
| World Cup                                  | 27 – 30 juni 2019     | Tokio     | 1        | Joe Choong |
| Afrikaanse kampioenschappen                | 23 februari 2019      | Caïro     | 1        | Sherif Nazeir |
| Pan-Amerikaanse Spelen                     | 27 – 30 juli 2019     | Lima      | 2        | Charles Fernández Lesters Dors                                                                                             |
| Pan-Amerikaanse Spelen                     | 27 – 30 juli 2019     | Lima      | 2        | Esteban Bustos Sergio Villamayor                                                                                           |
| Pan-Amerikaanse Spelen                     | 27 – 30 juli 2019     | Lima      | 1        | Amro El-Geziry |
| Europese kampioenschappen                  | 6 – 11 augustus 2019  | Bath      | 8        | Jamie Cooke Valentin Prades Martin Vlach Łukasz Gutkowski Bence Demeter Justinas Kinderis Aleksander Lifanov Patrick Dogue |
| Aziatisch-Oceanische kampioenschappen      | 11 – 21 november 2019 | Kunming   | 5        | Lee Ji-hun Luo Shuai Pavel Iljasjenko Shohei Iwamoto Aleksander Savkin                                                     |
| Aziatisch-Oceanische kampioenschappen      | 11 – 21 november 2019 | Kunming   | 1        | Edward Fernon |
| Wereldkampioenschappen                     | 2 – 9 september 2019  | Boedapest | 2        | Valentin Belaud Jun Woong-tae                                                                                              |
| Wereldkampioenschappen                     | 7 – 13 juni 2021      | Caïro     | 3        | |
| Olympische ranglijst                       | 14 juni 2021          | –         | 7        | |
| Uitnodiging olympische tripartitecommissie | nnb.                  | –         | 2        | |
| Totaal                                     |                       |           | 36       | |

### Vrouwen
| Toernooi                                   | Datum                 | Locatie   | Plaatsen | Gekwalificeerd |
| ------------------------------------------ | --------------------- | --------- | -------- | --- |
| Gastland                                   | –                     | –         | 1        | nnb. |
| World Cup                                  | 27 – 30 juni 2019     | Tokio     | 1        | Laura Asadauskaitė |
| Afrikaanse kampioenschappen                | 23 februari 2019      | Caïro     | 1        | Haydy Morsy |
| Pan-Amerikaanse Spelen                     | 27 – 30 juli 2019     | Lima      | 2        | Mariana Arceo Samantha Achterberg                                                                                               |
| Pan-Amerikaanse Spelen                     | 27 – 30 juli 2019     | Lima      | 2        | Maria Ieda Guimarães Marcela Cuaspud                                                                                            |
| Pan-Amerikaanse Spelen                     | 27 – 30 juli 2019     | Lima      | 1        | Leydi Moya |
| Europese kampioenschappen                  | 6 – 11 augustus 2019  | Bath      | 8        | Kate French Iryna Prasiantsova Annika Schleu Natalya Coyle Gintarė Venčkauskaitė Marie Oteiza Adelina Ibatullina Sarolta Kovács |
| Aziatisch-Oceanische kampioenschappen      | 11 – 21 november 2019 | Kunming   | 5        | Kim Se-hee Natsumi Tomonaga Alise Fachroetdinova Zhang Mingyu Jelena Potapenko                                                  |
| Aziatisch-Oceanische kampioenschappen      | 11 – 21 november 2019 | Kunming   | 1        | Rebecca Jamieson |
| Wereldkampioenschappen                     | 2 – 9 september 2019  | Boedapest | 2        | Volha Silkina Elena Michelli |
| Wereldkampioenschappen                     | 7 – 13 juni 2021      | Caïro     | 3        | |
| Olympische ranglijst                       | 14 juni 2021          | –         | 7        | |
| Uitnodiging olympische tripartitecommissie | nnb.                  | –         | 2        | |
| Totaal                                     |                       |           | 36       | |

## Deelnemende landen
Er deden 72 atleten uit 29 landen mee bij de moderne vijfkamp op de Olympische Zomerspelen in Tokio, waaronder 36 mannen en 36 vrouwen.

## Competitieschema
Hieronder volgt het competitieschema van de moderne vijfkamp op de Olympische Zomerspelen 2020. De voorronde van het schermen vond voor beide evenementen plaats op 5 augustus 2021. De rest van de vijfkamp werd vervolgens in een dag afgewerkt.
| F | Finale | V | Voorronde |

| Datum →     | 5 | 6 | 7 |
| Onderdeel ↓ | 5 | 6 | 7 |
| ----------- | - | - | - |
| Mannen      | V |   | F |
| Vrouwen     | V | F |   |

## Medailles

### Medaillewinnaars
| Onderdeel | Goud | Goud        | Zilver | Zilver             | Brons | Brons          |
| --------- | ---- | ----------- | ------ | ------------------ | ----- | -------------- |
| Mannen    | GBR  | Joe Choong  | EGY    | Ahmed El-Gendy     | KOR   | Jun Woong-tae  |
|           |      |             |        |                    |       |                |
| Vrouwen   | HUN  | Kate French | LTU    | Laura Asadauskaitė | HUN   | Sarolta Kovács |

### Medaillespiegel
| Plaats | Land             | NOC | Goud | Zilver | Brons | Totaal |
| ------ | ---------------- | --- | ---- | ------ | ----- | ------ |
| 1      | Groot-Brittannië | GBR | 2    | 0      | 0     | 2      |
| 2      | Egypte           | EGY | 0    | 1      | 0     | 1      |
| 2      | Litouwen         | LTU | 0    | 1      | 0     | 1      |
| 4      | Hongarije        | HUN | 0    | 0      | 1     | 1      |
| 4      | Zuid-Korea       | KOR | 0    | 0      | 1     | 1      |